# La Trilogie d'Arkandias
La Trilogie d’Arkandias appartient au genre fantastique. Écrite par Éric Boisset, elle met en scène deux jeunes garçons, Théophile et Bonaventure, qui découvrent par hasard dans une bibliothèque un grimoire contenant des recettes de « magie rouge ». Chaque recette permet de fabriquer un objet hyperchimique qui leur confère un pouvoir particulier.

## Liste des ouvrages
1. Le Grimoire d'Arkandias, 1996
2. Arkandias contre-attaque, 1998
3. Le Sarcophage d'outretemps, 1999

## Adaptation cinématographique
Le premier tome de la trilogie, Le Grimoire d'Arkandias,  est adapté au cinéma sous le titre Le Grimoire d'Arkandias, film sorti en 2014.